# Carla Quevedo
Carla Quevedo (Buenos Aires, 23 aprile 1988) è un'attrice argentina.

## Filmografia parziale

### Cinema
- Il segreto dei suoi occhi (El secreto de sus ojos), regia di Juan José Campanella (2009)
- Abril en Nueva York, regia di Martín Piroyansky (2012)
- 20.000 Besos, regia di Sebastián De Caro (2013)
- Affluenza, regia di Kevin Asch (2014)
- Cómo ganar enemigos, regia di Gabriel Lichtmann (2014)
- Pasaje de vida, regia di Diego Corsini (2015)
- Severina, regia di Felipe Hirsch (2017)
- Il quaderno di Tomy (El Cuaderno de Tomy), regia di Carlos Sorin (2020)
- Ecos de un crimen, regia di Cristian Bernard (2022)

### Televisione
- Farsantes - serie TV, 2 episodi (2013-2014)
- Show Me a Hero - miniserie TV, 6 episodi (2015)
- El hipnotizador - serie TV, 8 episodi (2017)
- El Maestro - miniserie TV, 13 episodi (2017)
- Monzón - serie TV, 13 episodi (2019)
- TBC - serie TV, 6 episodi (2022)
- Yosi, the Regretful Spy (Iosi, el espía arrepentido) - serie TV, 16 episodi (2022-2023)